# Велики тетреб
Велики тетреб (Tetrao urogallus) врста је шумске птице која припада реду кокоши. Научни назив ове врсте је састављен из двеју речи. Име рода Tetrao води порекло од старогрчкe речи tetraon што значи птица за лов, док је назив врсте urogallus сложеница старогрчкe речи oura што значи реп и латинске речи gallus што значи кокош. Према Црвеној књизи фауне Србије III - Птице, ово је угрожена врста.

## Опис
Веома је велика птица. Мужјак је за трећину већи од женке. Дужина тела од врха репа до врха кљуна мужјака је од 74 до 115 центиметара, а женке од 54 до 64 центиметара. Мало је вероватно да се може помешати са било којим другим тетребом баш због саме величине. Маса мужјака варира од 3.300 до 4.300 грама (па чак и до 6.500 грама), док женка тежи од 1.440 до 2.500 грама. Полни диморфизам је присутан. Мужјак је тамно обојен. Има дугачак врат, који држи усправно током удварања испуштајући карактеристичан зов, и дугачак реп, који шири у лепезу. Кљун је снажан, жут и на врху благо закривљен. На тамном крилу има упадљиву белу флеку. Женка је приметно мања од мужјака, али је и знатно већа од женке тетреба ружевца. Упркос разлици у величини, обе женке су смеђе боје црно хоризонтално испругане и насељавају слична станишта, па би требало бити опрезан приликом идентификације. Ипак грло и горњи део груди су код женке великог тетреба наранџастосмеђи и нису испругани, док су код женке тетреба ружевца ти делови тела потпуно испругани и нешто тамнији. Лети право и брзо са снажним замасима и повременим једрењем. Приликом слетања прави велику буку.

## Распрострањеност и станиште
Палеарктичка врста, чији је ареал подељен на четири издвојена дела: Пиринејско полуострво, Алпи-Балкан-Карпати (планинска подручја централне Европе и Балканског полуострва), Скандинавија (северна Европа, укључујући и Шкотску) и Сибир (до Алтаја, Лене и Монголије). Настањује површински велике, старе, мрачне четинарске и мешовите шуме испресецане тресавама и ливадама. На југу и западу ареала живи само у планинским пределима, где такође насељава четинарске и мешовите шуме са добро развијеним спратом зељасте вегетације, маховине и ниског жбуња (укључујући биљке са бобичастим плодовима попут боровнице) и подручја у којима се простране шуме смењују пропланцима или другим отвореним стаништима и станишта око горње шумске границе са клеком и бором кривуљем. У зимском периоду године се више задржава на отворенијим стаништима.

### Подврсте
На свету постоји 13 подврста великог тетреба и свака има другачије распрострањење:
- T. u. urogallus  - Насељава Скандинавију и Шкотску (где је интродукован).
- T. u. lonnbergi  - Насељава полуострво Кола.
- T. u. karelicus  - Насељава Финску и Карелију.
- T. u. cantabricus  - Насељава Кантабријске планине у Шпанији.
- T. u. aquitanicus  - Насељава Пиринеје.
- T. u. crassirostris  - Насељава централну Европу од Немачке и источних Алпа на западу, прибалтичких држава на северу, западне Белорусије и источних Карпата на истоку и на југу све до Македоније.
- T. u. rudolfi  - Насељава Карпате у Украјини и Румунији и Родопске планине у Бугарској.
- T. u. pleskei  - Насељава Белорусију, Украјину и највећи део Русије у Европи.
- T. u. obsoletus  - Насељава подручје од језера Оњега преко севера Русије и Сибира до реке Лене.
- T. u. kureikensis  - Насељава централни Сибир.
- T. u. volgensis  - Насељава централни део европске Русије око реке Волге.
- T. u. uralensis  - Насељава јужни Урал и југозападни Сибир до града Барнаул на истоку.
- T. u. taczanowskii  - Насељава централни Сибир до Алтајских планина.

## Биологија
У пролеће и током лета, важна храна су лисни и цветни пупољци, стабљике и плодови боровница и других биљака, али и инсекти и остали бескичмењаци које проналази на тлу. Зими се претежно храни иглицама четинара, младицама, ређе шишаркама. Одрасли мужјаци обично живе усамљенички, само се кратко окупљају у пролеће на традиционалним певалиштима. Женке и млади мужјаци су друштвенији и око пола године проводе у мањим јатима која се групишу у јесен. Мужјак и женка се срећу на певалишту због парења, након чега женка сама гради гнездо, лежи на јајима и брине о младунцима. Гнездо прави на земљи, скривено у високој трави и папрати, често при дну стабла. Ретко се гнезди у старим гнездима других птица на висини од 3 до 5 метара. Полагање јаја и период инкубације се обично одвијају у периоду од средине априла до средине јуна (углавном у мају). Осим вертикалних сезонских померања, птице су верне својим гнездилиштима током целе године.

## Угроженост
Главна претња по великог тетреба је уништавање шума и измена састава и структуре исте. Још увек се легално лови, чак и током гнездеће сезоне, изузев у југозападној и централној Европи. Остали угрожавајући фактори су узнемиравање од стране рекреативаца, изградња туристичких објеката и скијашких центара. Младе јединке обично страдају од колизије са високонапонским далеководима. У Шкотској га угрожавају киселе кише и климатске промене.

## Велики тетреб у Србији
Први пут је забележен на Копаонику средином 19. века од стране, познатог српског биолога, Јосифа Панчића. Након тога је до средине 20. века забележен у четинарским и мешовитим шумама на већини високих планина Србије. Средином 20. века, ареал се повлачи, а бројност драстично смањује. Почетком 21. века гнездарица је на Шар-планини, Проклетијама, Копаонику, Тари, Златибору, Златару, Голији, а на истоку земље једино на Старој планини. Орнитолози процењују да се у данашње време бројност мале популације стабилизовала и да броји између 110 и 150 гнездећих парова. Према Црвеној књизи фауне Србије III - Птице, гнездећа популација ове врсте је угрожена.
Фактори угрожавања у Србији:
- активности у шумарству којима се мења структура и старост шума
- шумски пожари
- незаконито убијање
- инфраструктурно отварање шума
- изградња и ширење путне мреже, туристичких центара и друге инфраструктуре
- узнемиравање у периоду гнежђења од стране људи током туристичких и рекреативних активности
- привлачење дивљих свиња на хранилишта повећава притисак на јаја и младунце